# رازیا مویانوویچ
رازیا مویانوویچ (بوسنیایی: Razija Mujanović؛ زادهٔ ۱۵ آوریل ۱۹۶۷) بازیکن بسکتبال اهل یوگسلاوی بود.
وی در مسابقات کشوری و بین‌المللی در مجموع برندهٔ ۲ مدال نقره شده‌است.